# Rue du Repos (Bruxelles)
Pour les articles homonymes, voir Rue du Repos.
La rue du Repos (en néerlandais: Ruststraat) est une voie bruxelloise de la commune d'Uccle.

## Situation et accès
Cette rue débute de l'avenue Wolvendael à la chaussée de Saint-Job.

## Origine du nom
Son nom fait référence à l'ancien cimetière d'Uccle qu'elle longe.